# Tomasz Franciszek Bartmański
Tomasz Franciszek Ksawery Bartmański (ur. 17 grudnia 1797 w Warszawie, zm. 21 marca 1880 w Tadaniu) – polski inżynier, podróżnik i publicysta, uczestnik powstania listopadowego, kawaler Orderu Virtuti Militari, jeden z najwybitniejszych inżynierów okresu Wielkiej Emigracji.

## Życiorys
Uczył się w szkołach pijarskich w Warszawie. Następnie szkolił się w Kaliszu w tamtejszym korpusie kadetów. Walczył w powstaniu listopadowym w randze podpułkownika artylerii. Po jego upadku udał się na emigrację do Niemiec, a później do Francji, dołączając do grona tzw. Wielkiej Emigracji. Tam prawdopodobnie studiował w École Nationale des ponts et Chaussées.
Następnie od 1832 roku pracował jako inżynier we Francji, a w latach 1837–1840 w Algierze. Kierował budową najdłuższego wówczas tunelu we Francji o długości 4600 metrów. Zaprojektował w tym kraju szereg kanałów, mostów oraz dróg. W latach 1842–1844 przebywał w Egipcie. Był autorem planów fortyfikacji Aleksandrii oraz koncepcji budowy kanału łączącego Morze Śródziemne z Morzem Czerwonym. Opracował założenia terenowe pod budowę linii kolejowej łączącej Kair z Suezem. Opracował również szereg projektów systemów nawadniających. W Hiszpanii, gdzie przebywał w latach 1845–1848, kierował budową kolei z Madrytu do Aranjuez oraz zaprojektował linię kolejową z Walencji do Kartageny. Zbudował miejską gazownię w Madrycie. W Andaluzji założył plantację liczącą sto tysięcy drzew oliwnych, którą zaopatrzył w urządzenia nawadniające. Budował również młyny oraz prasy z napędem wodnym.
W 1851 powrócił na stałe do Warszawy. Na emigracji zaprojektował dla tego miasta nigdy niezrealizowany projekt mostu wiszącego przez rzekę Wisłę.

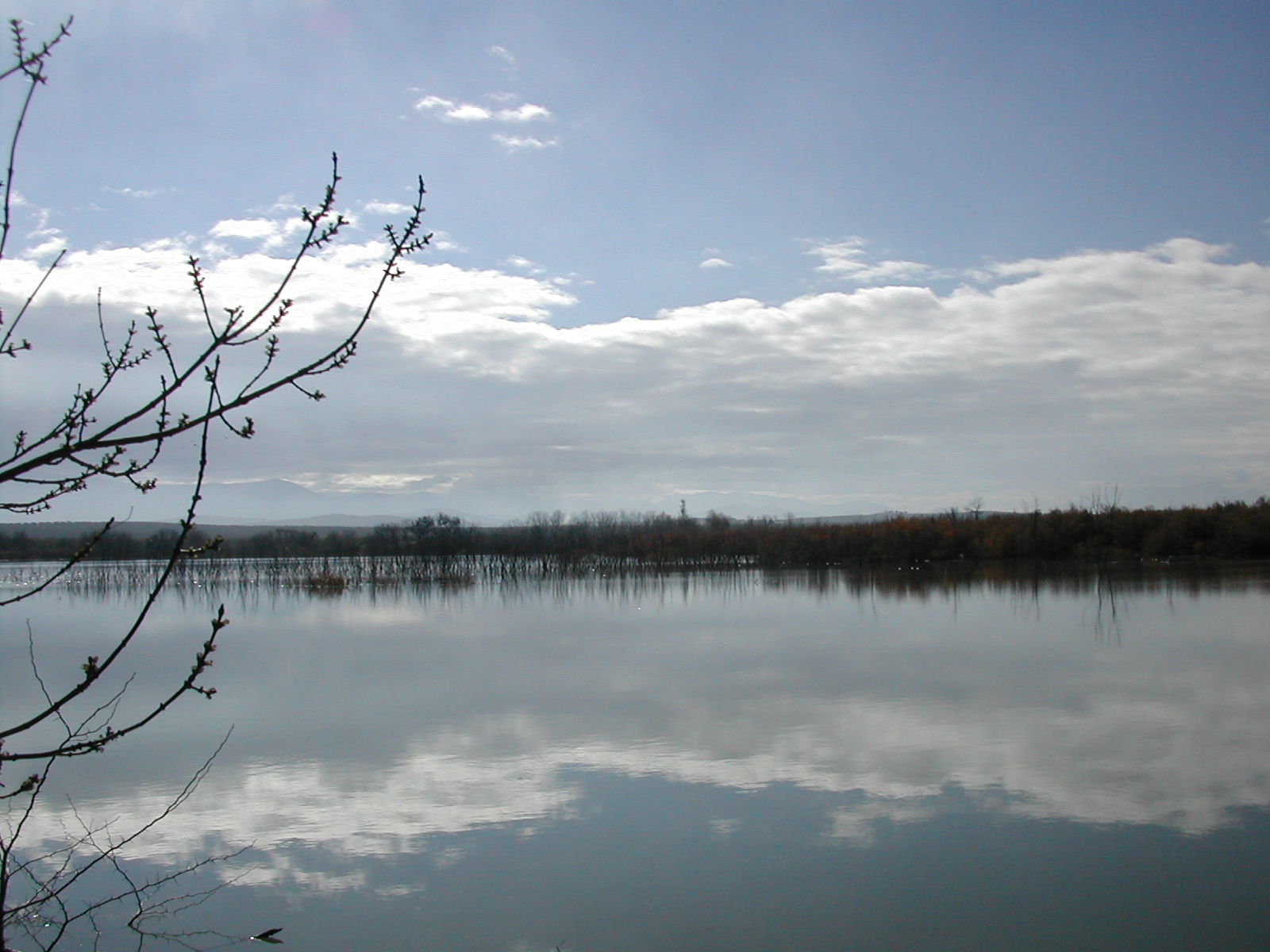
Jaén (prowincja) – 23 hektarowy obszar dostosowany do sadzenia drzew oliwnych

Kilkukrotnie brał udział w wyprawach naukowych, m.in. w Góry Księżycowe i do źródeł Nilu (1842, jeszcze przed wyprawą Stanleya). Był także kolekcjonerem przedmiotów pochodzących ze starożytnego Egiptu.

## Dzieła
Był autorem szeregu publikacji na tematy naukowe oraz podróżnicze. Jego korespondencje z podróży publikowane były na łamach czasopismach: „Biblioteka Warszawska” i „Gazeta Codzienna”. Nieopublikowane notatki z Egiptu, Nubii, Etiopii i Sennaru zostały zniszczone w czasie II wojny światowej. Napisał m.in.:
- Rękopis „Pogląd na Egipt”,
- „Wyciąg z podróży”,
- „Manual de economía doméstica” (hiszp.), (1848) – podręcznik o zasadach gospodarstwa wiejskiego i domowego, która została wydana w Polsce w 1856 pod tytułem „Ekonomia domowa, czyli Przepisy tyczące się gospodarstwa wiejskiego i domowego, z dodatkiem objaśnień osobliwości artystycznych”[9].